# 디자인 싱킹
디자인 싱킹(design thinking)은 디자인 과정에서 디자이너가 활용하는 창의적인 전략이다. 디자인 싱킹은 또한 전문적인 디자인 관행보다 문제를 숙고하고, 문제를 더 폭넓게 해결할 수 있기 위하여 이용할 수 있는 접근법이며, 산업과 사회적 문제에 적용되어 왔다. 디자인 싱킹은 기술적으로 이용 가능하고, 사람들의 요구를 충족하기 위하여 실행 가능한 사업 전략이 고객 가치와 시장 기회로 바꿀 수 있는 것으로써 디자이너의 감각과 방법을 사용한다.

## 문제 기반 사고
디자인 싱킹은 문제에 대한 실용적이고 창의적인 해결법이며, 해결법의 창조이다. 디자인 싱킹은 건설적인 미래의 결과를 생산하려는 의도를 가진 문제 기반 또는 문제 중심 사고이다. 현재와 미래의 상황과 문제의 특성을 숙고하여 몇 가지 대안적 해결법이 탐구될 수 있다.
디자인 싱킹은 모델이나 이론을 만들기 위하여 가설을 제기하고 피드백 메커니즘을 통하여 상호적으로 지속하는 과학적 방법과 크게 다르지 않다. 과학적 방법에서의 피드백은 대부분 관찰되는 증거인 반면, 디자인 싱킹 피드백 정보는 미래에 형성될 소비자의 제품에 대한 필요에 의해 제공된다는 점에서 다르다. 대부분의 수학이나 물리학 이론의 사례에서는 이론의 내부적 견고함이나 "아름다움" 또한 피드백 메커니즘에서 한 역할을 수행하지만 디자인 싱킹은 알려지지 않은 상황과 대안적 해결책을 발견하기 위하여 현재 상황에서 알려지고 애매한 측면을 식별하고 조사한다. 디자인 싱킹은 상호적이기 때문에 중간적인 "해결책"은 문제와 해결책이 공진화하는 상태에서 대안적 경로의 잠재적 출발점이다.

## 같이 보기
- 시스템 사고
- 사용자 경험